# Anthopleura texaensis
Anthopleura texaensis is een zeeanemonensoort uit de familie Actiniidae.
Anthopleura texaensis is voor het eerst wetenschappelijk beschreven door Carlgren & Hedgpeth in 1952.